# Tomares subtusreductus
Tomares subtusreductus är en fjärilsart som beskrevs av Zopp 1954. Tomares subtusreductus ingår i släktet Tomares och familjen juvelvingar. Inga underarter finns listade i Catalogue of Life.